# Rectotournayellina
Rectotournayellina es un género de foraminífero bentónico de la subfamilia Chernyshinellinae, de la familia Tournayellidae, de la superfamilia Tournayelloidea, del suborden Fusulinina y del orden Fusulinida. Su especie tipo es Tournayellina (Rectotournayellina) elegans. Su rango cronoestratigráfico abarca desde el Fameniense (Devónico superior) hasta el Viseense (Carbonífero inferior).

## Discusión
Algunas clasificaciones más recientes incluyen Rectotournayellina en la familia Chernyshinellidae, y en el suborden Tournayellina, del orden Tournayellida, de la subclase Fusulinana y de la clase Fusulinata.

## Clasificación
Rectotournayellina incluye a las siguientes especies:
- Rectotournayellina elegans †
- Rectotournayellina helenae †
- Rectotournayellina lobata †
- Rectotournayellina postprimitiva †
  - Rectotournayellina postprimitiva buzynovaensis †